# Lenni Killinen
Lenni Killinen, född 15 juni 2000 i Esbo, är en finländsk professionell ishockeyspelare (forward).

## Extern länk
- Presentation och statistik för Lenni Killinen som spelare  på Elite Prospects.